# Comedia de privanza
La comedia de privanza, drama de privanza o comedia de validos es un género dramático propio del Siglo de oro español, muy practicado entre 1604 y 1635, dentro de la más general comedia palatina.

## Características
Estas obras nos presentan protagonistas que, partiendo bien de un origen hidalgo humilde (La fortuna merecida), bien de una posición elevada más o menos cercana al poder, lo que es más frecuente, inician un proceso de ascenso en el "piélago de la corte" a partir de un comportamiento ejemplar, que puede ser sancionado positivamente por el monarca (Los Guzmanes de Toral, La fortuna merecida, Los Vargas de Castilla, Las cuentas del Gran capitán, Los Tellos de Meneses, II), o verse injustamente truncado, al no ser ratificado por el monarca (La inocente sangre), quien presta oídos a las falsas acusaciones de los envidiosos. 
Dentro de los dramas de tema histórico, bajo el tópico de la historia como magistra vitae o "maestra de la vida" (Cicerón, De oratore), y con equivalentes en el teatro isabelino inglés, la comedia de privanza española incluye siempre una lección moral sobre la mutabilidad de la Fortuna (ascensión y caída, fortuna y desgracia), desarrollando temas como la integridad del ministro, los caprichos de la realeza, la fuerza de la envidia, el menosprecio de corte... así como meditaciones sobre el poder o de carácter político; pueden también albergar pretensiones de propaganda, como en el caso de las obras  de Quevedo, que defiende al Conde Duque de Olivares negando algunas de las acusaciones que se le hacen; otras veces los motivos son más interesados, porque ilustran la pretensión de algún noble de conseguir alguna prebenda o el favor real, para lo que encarga a propósito al autor dramático una obra que reverdezca los laureles de sus antepasados, por lo que tiene conexiones con el llamado drama genealógico. El género posee también una vertiente cómica, presente por ejemplo en las referencias paródicas que hacen al género piezas como  El vergonzoso en palacio de Tirso de Molina o El perro del hortelano de Lope de Vega.

## Autores y obras
El género nació durante la privanza del Duque de Lerma, en el reinado de Felipe III, con una comedia de la Tercera parte de las comedias de Lope de Vega y otros auctores, Los Guzmanes de Toral (1599-1603). Lope de Vega tocó el género con comedias más o menos genealócias como La inocente sangre, La fortuna merecida, Las cuentas del Gran Capitán, Los Tellos de Meneses II y Los Vargas de Castilla, y como tal fue practicado por Damián Salucio del Poyo en su La próspera y adversa fortuna de Ruy López de Ávalos (1605) y otros autores cultivaron frecuentemente el género, como Antonio Mira de Amescua y sus Próspera y adversa fortuna de don Álvaro de Luna, No hay dicha ni desdicha hasta la muerte y El ejemplo mayor de la desdicha, o Juan Ruiz de Alarcón en Los pechos privilegiados, Ganar amigos y El acomodado don Domingo de don Blas, segunda parte. En cuanto a Luis Vélez de Guevara, también cultivó este género con El Conde don Pero Vélez y don Sancho el Deseado. Ya se ha hablado de Francisco de Quevedo (Cómo ha de ser el privado, 1629; La privanza desleal y voluntad por la fama, 1631). El género se extendió además a la Escuela de Calderón con autores como Agustín Moreto y su El mejor amigo, el rey o Francisco Bances Candamo, quien teoriza sobre la misma en su Theatro de theatros y compuso una, El esclavo en grillos de oro, que le supuso el destierro.